# Bethalus lineatus
Bethalus lineatus är en kräftdjursart som beskrevs av Stefano Taiti och Franco Ferrara 1987. Bethalus lineatus ingår i släktet Bethalus och familjen Armadillidae. Inga underarter finns listade i Catalogue of Life.